# Loulans-Verchamp
Loulans-Verchamp is een gemeente in het Franse departement Haute-Saône (regio Bourgogne-Franche-Comté) en telt 488 inwoners (2011). De plaats maakt deel uit van het arrondissement Vesoul.

## Geografie
De oppervlakte van Loulans-Verchamp bedraagt 8,2 km², de bevolkingsdichtheid is 59,5 inwoners per km².
De onderstaande kaart toont de ligging van Loulans-Verchamp met de belangrijkste infrastructuur en aangrenzende gemeenten.

## Demografie
Onderstaande figuur toont het verloop van het inwonertal (bron: INSEE-tellingen).

1. ↑  Populations de référence 2022.